# Apparitional
Apparitional (alternatieve naam: Haunting of Cellblock 11) is een Amerikaanse horrorfilm uit 2013. De film is geschreven en geregisseerd door Andrew P. Jones. 

## Verhaal
Een realitytelevisieteam dat op geesten jaagt, onderzoekt een verlaten gevangenis, dit loopt minder goed af dan gedacht. 

## Rolverdeling
| Acteur            | Personage            | Opmerkingen |
| ----------------- | -------------------- | ----------- |
| Jeffrey Johnson   | Joel                 |             |
| Linara Washington | Kate                 |             |
| Charley Koontz    | Berger               |             |
| John Zderko       | Roger/Entity         |             |
| Bill Lithgow      | Mr. Gaffney          |             |
| Dee Wallace       | Ms. Simon            |             |
| Peter Mayer       | Clive                |             |
| Andy Gates        | Gevangenis bewaarder |             |
| Amanda Chism      | Verhaal producent    |             |
| Jay Shipman       | Intern #1            |             |
| Sloan Hoffmann    | Intern Amy           |             |